# Eccritosia plinthopyga
Eccritosia plinthopyga är en tvåvingeart som först beskrevs av Christian Rudolph Wilhelm Wiedemann 1821.  Eccritosia plinthopyga ingår i släktet Eccritosia och familjen rovflugor.
Artens utbredningsområde är Kuba. Inga underarter finns listade i Catalogue of Life.